# Красная Горка (Бижбулякский район)
Красная Горка (баш. Красная Горка) — деревня в Бижбулякском районе Башкортостана, относится к Зириклинскому сельсовету.
С 2005 — современный статус.

## История
Статус деревня, сельского населённого пункта, посёлок получил согласно Закону Республики Башкортостан от 20 июля 2005 года N 211-з «О внесении изменений в административно-территориальное устройство Республики Башкортостан в связи с образованием, объединением, упразднением и изменением статуса населенных пунктов, переносом административных центров», ст.1:

6. Изменить статус следующих населенных пунктов, установив тип поселения — деревня:

5) в Бижбулякском районе:…

р) поселка Красная Горка Зириклинского сельсовета

## Географическое положение
Расстояние до:
- районного центра (Бижбуляк): 25 км,
- центра сельсовета (Зириклы): 12 км,
- ближайшей ж/д станции (Приютово): 30 км.

## Население
| 2002 | 2009 | 2010 |
| ---- | ---- | ---- |
| 7    | ↘3   | ↘2   |

Национальный состав
Согласно переписи 2002 года, преобладающие национальности — мордва-эрзяне (71 %), русские (29 %).